# Kabinett Văcăroiu

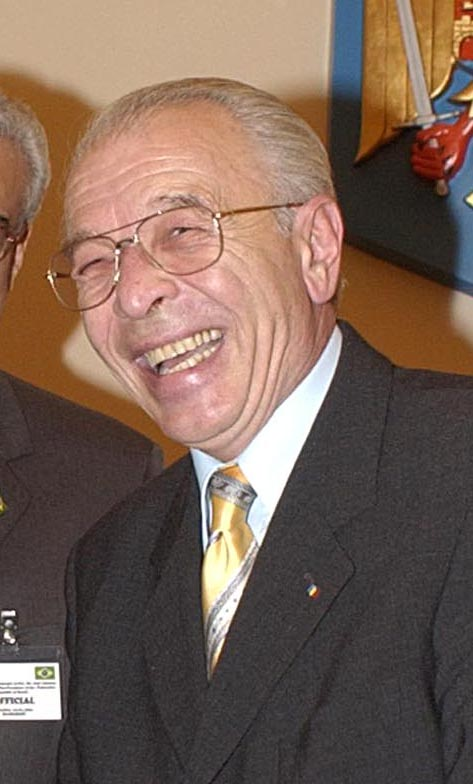
Nicolae Văcăroiu war zwischen 1992 und 1996 Ministerpräsident Rumäniens.

Das Kabinett Văcăroiu wurde in Rumänien am 19. November 1992 von Ministerpräsident Nicolae Văcăroiu gebildet und wurde am 12. Dezember 1996 vom Kabinett Ciorbea abgelöst.

## Regierungspolitik und Wahlen
Bei der vorausgegangenen Parlamentswahl am 27. September 1992 gewann die am 31. März 1992 von der FSN abgespaltene Frontul Democrat al Salvării Naționale (FDSN), eine Sammlung links-konservativer Kräfte und Altkommunisten des amtierenden Präsidenten Ion Iliescu 3.015.708 Stimmen (27,7 Prozent) und 117 Sitze in der Abgeordnetenkammer (Camera Deputaților). Den zweiten Platz erreichte die Convenția Democrată Română, ein aus PNȚ-CD, PAC, PNL-AT, PNL-CD, PSDR, PER und FER bestehendes Wahlbündnis, mit 2.177.144 Stimmen (20 Prozent) und	82 Sitzen, während die bislang regierende FSN 56,1 Prozentpunkte verlor und mit 1.108.500 Stimmen (10,2 Prozent) nur noch 43 Mandate erhielt.
Dem Kabinett Văcăroiu bestand aus Mitgliedern der FDSN beziehungsweise der aus dieser am 10. Juli 1993 hervorgegangenen Partidul Democrației Sociale din România (PDSR), der Partidul Unității Națiunii Române (PUNR) und Parteilosen an. Am 19. November 1992 sprachen die beiden Kammern des Parlaments der neuen Regierung mit 260 Ja-Stimmen und 203 Nein-Stimmen das Vertrauen aus. Am darauf folgenden 20. November 1992 legten die Regierungsmitglieder vor Präsident Ion Iliescu den Amtseid ab. Am 4. Oktober 1993 wurde Rumänien 32. Mitglied des Europarates und trat am 26. Januar 1994 dem NATO-Programm „Partnerschaft für den Frieden“ bei. Am 28. Februar 1994 kam es aus Protest gegen fortschreitenden Kaufkraftverlust und für höhere Löhne zu einem Generalstreik. Hintergrund war unter anderem ein durch Abschaffung staatlicher Preisbindung und Einführung der Mehrwertsteuer 1993 bedingter Teuerungsschub. Nach der 1991 eingeleiteten Entstaatlichung von Kleinbetrieben wurde am 19. Juni 1995 das Gesetz zur Beschleunigung der Privatisierung verabschiedet. Gegen den Widerstand der ungarischen, slowakischen, tschechischen und deutschen Minderheiten beschloss das Parlament ein Verbot, fremde Nationalhymnen zu singen und ausländische Landesflaggen zu hissen.

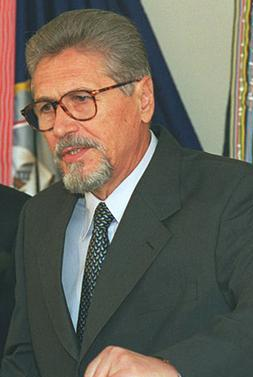
Emil Constantinescu wurde am 17. November 1996 zum Staatspräsidenten gewählt.

In der ersten Runde der Präsidentschaftswahlen am 3. November 1996 lag der amtierende Präsident Ion Iliescu von der Partei der Sozialdemokratie (PDSR) mit 32,3 Prozent der Stimmen vorn. Für Emil Constantinescu vom Demokratischen Konvent (CDR) stimmen 28,2 Prozent, der ehemalige Ministerpräsident Petre Roman von der Sozialdemokratischen Union (USD) kam mit 20,5 Prozent auf den dritten Platz, während György Frunda von der Ungarischen Demokratischen Union (UDMR) 6 Prozent, Corneliu Vadim Tudor von der Partei Großrumänien (PRM) 4,7 Prozent und Gheorghe Funar von der Partei der Nationalen Einheit (PUNR) 3,2 Prozent erhielten. Die Stichwahl zur Präsidentschaftswahl am 17. November 1996 gewann Emil Constantinescu mit 54,4 Prozent der Stimmen gegenüber 45,6 Prozent für Ion Iliescu. Die Wahlbeteiligung lag bei 75,9 Prozent. Constantinescu wurde daraufhin am 29. November 1999 als neuer Staatspräsident vereidigt. Bei der Parlamentswahl am 3. November 1996 wurde das Wahlbündnis Convenția Democrată Română (CDR) 3.692.321 Stimmen (30,2 Prozent) und 122 der 343 Mandate stärkste Kraft in der Abgeordnetenkammer, während die Partidul Democrației Sociale din România (PDSR) mit 2.633.860 Stimmen (21,5 Prozent) und 91 Sitzen zweitstärkste Fraktion wurde. Den dritten Platz belegte das Bündnis Uniunea Social-Democrată (USD) mit 1.582.231 Stimmen (12,9 Prozent) und 53 Sitzen.
Nach der Wahl bildete Victor Ciorbea das Kabinett Ciorbea, welches am 11. Dezember 1996 das Kabinett Văcăroiu ablöste.

## Kabinettsmitglieder
| Amt                                                                                    | Amtsinhaber                                                                                          | Partei                                        | Beginn der Amtszeit                                                                              | Ende der Amtszeit                                                                                |
| -------------------------------------------------------------------------------------- | --- | --------------------------------------------- | ------------------------------------------------------------------------------------------------ | ------------------------------------------------------------------------------------------------ |
| Ministerpräsident                                                                      | Nicolae Văcăroiu                                                                                     | FDSN                                          | 19. November 1992                                                                                | 11. Dezember 1996                                                                                |
| Staatsminister, Präsident des Rates für Koordinierung, Strategie und Wirtschaftsreform | Mișu Negrițoiu Mircea Coșea                                                                          | Parteiloser                                   | 19. November 1992 28. August 1993                                                                | 27. August 1993 11. Dezember 1996                                                                |
| Staatsminister, Minister für Arbeit und Sozialschutz                                   | Dan Mircea Popescu                                                                                   | FDSN                                          | 19. November 1992                                                                                | 11. Dezember 1996                                                                                |
| Staatsminister, Finanzminister                                                         | Florin Georgescu                                                                                     | Parteiloser                                   | 19. November 1992                                                                                | 11. Dezember 1996                                                                                |
| Staatsminister, Außenminister                                                          | Teodor Viorel Meleșcanu                                                                              | Parteiloser                                   | 19. November 1992                                                                                | 11. Dezember 1996                                                                                |
| Innenminister                                                                          | George Ioan Dănescu Doru Ioan Tărăcilă                                                               | Parteiloser PDSR                              | 19. November 1992 6. März 1994                                                                   | 6. März 1994 11. Dezember 1996                                                                   |
| Industrieminister                                                                      | Dumitru Popescu Alexandru-Octavi Stănescu                                                            | FDSN PDSR                                     | 19. November 1992 20. Januar 1996                                                                | 20. Januar 1996 11. Dezember 1996                                                                |
| Minister für Landwirtschaft und Ernährung                                              | Ioan Oancea Valeriu Tabără Alexandru Lăpusan                                                         | FDSN PUNR Parteiloser                         | 19. November 1992 18. August 1994 3. September 1996                                              | 18. August 1994 3. September 1996 11. Dezember 1996                                              |
| Minister für Kommunikation                                                             | Andrei Chirica Adrian Turicu Mircea Coșea (kommissarisch) Ovidiu Ioan Muntean Virgil Popescu         | Parteiloser PUNR Parteiloser PUNR Parteiloser | 19. November 1992 18. August 1994 31. Januar 1996 6. März 1996 3. September 1996                 | 18. August 1994 31. Januar 1996 6. März 1996 3. September 1996 11. Dezember 1996                 |
| Handelsminister                                                                        | Constantin Teculescu Cristian-Traian Ionescu Petru Crisan Dan Ioan Popescu                           | FDSN Parteiloser PDSR                         | 19. November 1992 28. August 1993 4. Mai 1995 19. Januar 1996                                    | 28. August 1993 4. Mai 1995 19. Januar 1996 11. Dezember 1996                                    |
| Minister für Tourismus                                                                 | Dan Matei-Agathon                                                                                    | FDSN                                          | 19. November 1992                                                                                | 11. Dezember 1996                                                                                |
| Minister für öffentliche Arbeiten und Raumplanung                                      | Marin Cristea                                                                                        | FDSN                                          | 19. November 1992                                                                                | 11. Dezember 1996                                                                                |
| Verkehrsminister                                                                       | Paul Teodoru Aurel Novac                                                                             | Parteiloser PUNR                              | 19. November 1992 6. März 1994                                                                   | 6. März 1994 11. Dezember 1996                                                                   |
| Minister für Wasser, Wälder und Umweltschutz                                           | Aurel Constantin Ilie                                                                                | Parteiloser                                   | 19. November 1992                                                                                | 11. Dezember 1996                                                                                |
| Gesundheitsminister                                                                    | Iulian Mincu Daniela Bartoș                                                                          | FDSN PDSR                                     | 19. November 1992 23. August 1996                                                                | 23. August 1996 11. Dezember 1996                                                                |
| Minister für Jugend und Sport                                                          | Gheorghe Angelescu Alexandru Mironov                                                                 | FDSN                                          | 19. November 1992 28. August 1993                                                                | 28. August 1993 11. Dezember 1996                                                                |
| Justizminister                                                                         | Petre Ninosu Iosif Gavril Chiuzbaian Ion Predescu                                                    | FDSN PUNR Parteiloser                         | 19. November 1992 6. März 1994 3. September 1996                                                 | 6. März 1994 3. September 1996 11. Dezember 1996                                                 |
| Kulturminister                                                                         | Mihail Golu Petre Sălcudeanu Liviu Maior (kommissarisch) Marin Sorescu Viorel Mărginean Grigore Zanc | FDSN PDSR                                     | 19. November 1992 28. August 1993 5. November 1993 25. November 1993 5. Mai 1995 23. August 1996 | 28. August 1993 5. November 1993 25. November 1993 5. Mai 1995 23. August 1996 11. Dezember 1996 |
| Bildungsminister                                                                       | Liviu Maior                                                                                          | FDSN                                          | 19. November 1992                                                                                | 11. Dezember 1996                                                                                |
| Minister für Forschung und Technologie                                                 | Doru Dumitru Palade                                                                                  | Parteiloser                                   | 19. November 1992                                                                                | 11. Dezember 1996                                                                                |
| Minister für nationale Verteidigung                                                    | General Niculae Spiroiu Gheorghe Tinca                                                               | Parteiloser PDSR                              | 19. November 1992 6. März 1994                                                                   | 6. März 1994 11. Dezember 1996                                                                   |
| Minister für die Beziehungen zum Parlament                                             | Valer Dorneanu Petre Ninosu                                                                          | Parteiloser                                   | 19. November 1992 20. Oktober 1995                                                               | 20. Oktober 1995 11. Dezember 1996                                                               |